# Gerhard Scherhorn
Gerhard Scherhorn (* 21. Februar 1930 in Hannover; † 28. Februar 2018) war ein deutscher Wirtschaftswissenschaftler.

## Werdegang
Gerhard Scherhorn war der Sohn des späteren Obersts Heinrich Scherhorn. Nach einer Buchhändlerlehre in Hannover studierte Scherhorn an der Universität Köln und wurde 1959 zum Dr. rer. pol. promoviert. Nach seiner Habilitation (Wirtschaftliche Staatswissenschaften) in Köln 1966 nahm er Lehr- und Forschungstätigkeit in Köln, Hamburg, Stuttgart auf. Er wurde Rektor der Hochschule für Wirtschaft und Politik in Hamburg. Bis zu seiner Emeritierung 1998 war er Professor für Konsumtheorie und Verbraucherpolitik an der Universität Hohenheim. 1996 war er Gründungsmitglied der Vereinigung für Ökologische Ökonomie, in deren Vorstand er bis zu seinem Tod wirkte. Als Gründungsmitglied des Netzwerks Nachhaltige Ökonomie war er ab 2009 außerdem an der Entwicklung des Konzepts der Nachhaltigen Ökonomie beteiligt. Bis zu seinem Tod war er Mitherausgeber des Jahrbuchs Nachhaltige Ökonomie.
Von 1996 bis 2003 leitete er als Direktor die Arbeitsgruppe „Neue Wohlstandsmodelle“ am Wuppertal Institut für Klima, Umwelt, Energie, anschließend bis 2005 war er Leiter der Forschungsgruppe „Nachhaltiges Produzieren und Konsumieren“, ebenfalls am Wuppertal-Institut.
1993 bildete Seghorn zusammen mit Johannes Hoffmann die Projektgruppe „Ethisch-ökologisches Rating“. Daraus entstand 1997 der Frankfurt-Hohenheimer Leitfaden, der die erste Kriteriologie zur ethischen Bewertung von Unternehmen und Kapitalanlagen war. Im Jahr 2010 veröffentlichte die Projektgruppe den Appell „Nachhaltige Entwicklung braucht Gesetze für Nachhaltigen Wettbewerb!“. Die Gruppe hat sich zum Ziel gesetzt, „die Zivilgesellschaft, die Wirtschaft und die Politik davon zu überzeugen, dass die Wettbewerbsordnung die nachhaltige Entwicklung behindert, solange sie ein Streben nach Wettbewerbsvorteilen erlaubt, die aus der Abwälzung von Kosten auf Umwelt und Gesellschaft resultieren.“
Scherhorn starb Ende Februar 2018 im Alter von 88 Jahren.

## Arbeitsschwerpunkte
- Zukunftsfähige Lebensstile
- Arbeit und Umwelt
- Informations- und Dienstleistungsgesellschaft
- Informelle Wirtschaftstätigkeit
- Ethisch ökologische Bewertung von Unternehmen
- Nachhaltiger Konsum
- Evolution der Märkte

## Lehraufträge / Beratungen / Mitgliedschaften
- 1972–1982 Mitglied des Verbraucherbeirats beim Bundesminister für Wirtschaft
- 1974–1979 Mitglied des Sachverständigenrates zur Begutachtung der gesamtwirtschaftlichen Entwicklung
- 1975–1984 Mitglied im Verwaltungsrat der Stiftung Warentest
- 1976–1991 Mitglied des Verbraucherpolitischen Beirats beim Senator für Wirtschaft, Verkehr und Landwirtschaft der Freien und Hansestadt Hamburg
- 1977–1995 Mitherausgeber Journal of Consumer Policy
- 1979–1984 Vorstandsmitglied der Verbraucherzentrale Baden-Württemberg
- Seit 2004 Mitglied des Beirats der Verbraucherzentrale Nordrhein-Westfalen
- Mitglied im Vorstand der Vereinigung für Ökologische Ökonomie[2]

## Veröffentlichungen (Auswahl)
- Geld soll dienen, nicht herrschen. Die aufhaltsame Expansion des Finanzkapitals. Wien 2009: PicusVerlag.
- Mit Daniel Dahm: Urbane Subsistenz. Die zweite Quelle des Wohlstands. München 2008: oekom Verlag.
- Ethisches Investment. Ein Plädoyer zur Berücksichtigung ethischer Aspekte bei der Geldanlage. In: Orientierungen zur Wirtschafts- und Sozialpolitik der Ludwig Erhard-Stiftung, Heft 4/2008.
- Über Effizienz hinaus. In: Hartard, Schaffer & Giegrich (Hrsg.), Ressourceneffizienz im Kontext der Nachhaltigkeitsdebatte. Baden-Baden 2008: Nomos Verlag.
- Das Finanzkapital zwischen Gier und Verantwortung. Zeitschrift für Sozialökonomie, 45, 2008, 156./157. Folge, S. 3–13.
- Nachhaltige Entwicklung: Die besondere Verantwortung des Finanzkapitals, deutsch und englisch. Erkelenz 2008: Altius-Verlag.
- Konsumentenschutz und die Theorie des Marktes. In: L.v. Rosenstiel & D. Frey (Hrsg.), Enzyklopädie der Psychologie, Band D III 5: Marktpsychologie, S. 643–669. Göttingen 2007: Hogrefe.
- Wo bleibt der nachhaltige Konsum? In: M. Hellwig & R. Hemker (Hrsg.), Jahrbuch für Nachhaltigkeit, 1, S. 5–14. Münster 2007: Ecotransfer-Verlag.
- Nachhaltige Lebensstile: Balance von Haben und Sein. In: Ch. Beck & W. Fischer (Hrsg.): Damit alle leben können, S. 63–82. Erkelenz 2007: Altius Verlag.
- Wirtschaftliche Leitbilder und Einstellungen. In: K. Moser (Hrsg.), Wirtschaftspsychologie, S. 309–336. Heidelberg 2007: Springer Medizin Verlag.
- Das Ganze der Arbeit. In: E. Lang, Chr. Busch-Lüty & J. Kopfmüller (Hrsg.), Wiedervorlage dringend: Ansätze für eine Ökonomie der Nachhaltigkeit, S. 98–120. München 2007: Oekom Verlag.
- Was kostet die nachhaltige Entwicklung? GAIA, 15, 2006, 94–95.
- Halbtagsgesellschaft für Nachhaltigkeit. In: C. Stahmer & A. Schaffer (Hrsg.), Halbtagsgesellschaft. Konkrete Utopie für eine nachhaltige Gesellschaft, S. 19–33. Baden-Baden 2006: Nomos Verlag.
- Gleiche Chancen für das Kapital. In: K. Woltron, H. Knoflacher & A. Rosik-Kölbl (Hrsg.). Wege in den Postkapitalismus, S. 79–94. Wien 2005: Edition Selene.
- Markt und Wettbewerb unter dem Nachhaltigkeitsziel. Zeitschrift für Umweltpolitik & Umweltrecht, 28, 2005, 135–154.
- Natur und Kapital: über die Bedingungen nachhaltigen Wirtschaftens. In: Natur und Kultur, 5, 2004, S. 65–81.
- Was bewegt sich in den Wirtschaftswissenschaften?. In: P. Hennicke (Hrsg.): Wie kann geschehen, was geschehen muss? : Zur Umsetzung von Nachhaltigkeit, Beiträge zu einem Symposium. Wuppertal: Wuppertal Inst. für Klima Umwelt Energie 2003, S. 21–43.
- mit J. Hoffmann: Saubere Gewinne: so legen Sie Ihr Geld ethisch-ökologisch an. Freiburg 2002, Herder.
- mit Ch. Weber (Hrsg.): Nachhaltiger Konsum: auf dem Weg zur gesellschaftlicher Verankerung. München, Ökom-Verl., 2002.
- Die Logik der Suffizienz. In: M. Linz (Hrsg.): Von nichts zu viel. Suffizienz gehört zur Zukunftsfähigkeit. Wuppertal, Wuppertal Inst. für Klima Umwelt Energie 2002, S. 15–26.
- mit C.H. Wilts: Schwach nachhaltig wird die Erde zerstört. In: Gaia, 10, 2001, S. 249–255.
- Nachhaltigkeit und Kapitalismus: ethische Reflexion ökonomischer Ziele. In: G. Altner (Hrsg.): Ethik und Nachhaltigkeit: Grundsatzfragen und Handlungsperspektiven im universitären Agendaprozess. Frankfurt am Main 2001, VAS, S. 134–154.
- Umwelt, Arbeit und Konsum: mikroökonomische Aspekte des modernen Konsums. In: D. Rosenkranz (Hrsg.): Konsum: soziologische, ökonomische und psychologische Perspektiven. Opladen 2000, Leske + Budrich, S. 283–304.
- Die produktive Verwendung der freien Zeit. In: E. Hildebrandt (Hrsg.): Reflexive Lebensführung : zu den sozialökologischen Folgen flexibler Arbeit. Berlin 2000, Ed. Sigma, S. 343–377.
- mit L. Bakker, R. Loske: Wirtschaft ohne Wachstumsstreben: Chaos oder Chance? Bericht über ein Forschungsprojekt. Berlin 1999, Heinrich-Böll-Stiftung (Studien & Berichte 2)
- mit J. Hoffmann, K. Ott: Ethische Kriterien für die Bewertung von Unternehmen: Frankfurt-Hohenheimer Leitfaden, deutsch und englisch. Stuttgart 1997, IKO – Verlag für Interkulturelle Kommunikation.
- Das Ganze der Güter. In: K.M. Meyer-Abich (Hrsg.): Vom Baum der Erkenntnis zum Baum des Lebens : ganzheitliches Denken der Natur in Wissenschaft und Wirtschaft. München 1997, Beck, S. 162–251.
- Arbeitsplatzvernichtung und Umweltzerstörung haben die gleiche Ursache. Wuppertal: Wuppertal Inst. für Klima Umwelt Energie 1997 (Wuppertal Spezial, 7)
- Güterwohlstand versus Zeitwohlstand: über die Unvereinbarkeit des materiellen und des immateriellen Produktivitätsbegriffs. In: B. Biervert (Hrsg.): Zeit in der Ökonomik: Perspektiven für die Theoriebildung. Frankfurt am Main 1995, Campus, S. 147–168.
- Konsumentenverhalten und Wertewandel. In: M. Henze & G. Kaiser (Hrsg.): Ökologie-Dialog: Umweltmanager und Umweltschützer im Gespräch. Düsseldorf 1994, Econ, S. 196–221.
- Die Unersättlichkeit der Bedürfnisse und der kalte Stern der Knappheit. In: B. Biervert (Hrsg.): Das Naturverständnis der Ökonomik: Beiträge zur Ethikdebatte in den Wirtschaftswissenschaften. Frankfurt am Main 1994, Campus, S. 224–240.
- Autonomie und Empathie: die Bedeutung der Freiheit für das verantwortliche Handeln. In: B. Biervert (Hrsg.): Das Menschenbild der ökonomischen Theorie: zur Natur des Menschen. Frankfurt am Main 1991, Campus, S. 153–172.
- Die Funktionsfähigkeit von Konsumgütermärkten. In: M. Irle (Hrsg.): Marktpsychologie als Sozialwissenschaft. Göttingen 1983, Hogrefe, S. 45–150.
- Verbraucherinteresse und Verbraucherpolitik. Köln 1975, Westdeutscher Verlag.
- Gesucht: Der mündige Verbraucher. Düsseldorf 1973, Droste.
- Soziologie des Konsums. In: R. König (Hrsg.): Handbuch der empirischen Sozialforschung, Bd. 2, S. 834–862. Stuttgart 1969, Enke.
- Der Wettbewerb in der Erfahrungswissenschaft. In: Hamburger Jahrbuch für Wirtschafts- und Gesellschaftspolitik, 14, 1969, 63–86.
- Bedürfnis und Bedarf. Berlin 1959, Duncker & Humblot.